# Mistrzostwa Japonii w Łyżwiarstwie Figurowym 2018
Mistrzostwa Japonii w łyżwiarstwie figurowym 2018 – 86. zawody mające na celu wyłonienie najlepszych łyżwiarzy figurowych w Japonii. W ramach mistrzostw Japonii rozgrywano m.in.:
- Mistrzostwa Japonii Seniorów – 20–24 grudnia 2017 w Tokio (Musashino Forest Sports Plaza),
- Mistrzostwa Japonii Juniorów – 24–26 listopada 2017 w Maebashi.

Osiągnięte rezultaty na zawodach krajowych determinują skład reprezentacji Japonii na Mistrzostwa Świata 2018, Mistrzostwa Świata Juniorów 2018, Mistrzostwa Czterech Kontynentów 2018 oraz Zimowe Igrzyska Olimpijskie 2018.

## Wyniki

### Kategoria seniorów

#### Soliści
| Poz.                                 | Zawodnik           | Nota łączna | SP  | SP    | FS  | FS     |
| ------------------------------------ | ------------------ | ----------- | --- | ----- | --- | ------ |
| 1                                    | Shōma Uno          | 283,30      | 1   | 96,83 | 1   | 186,47 |
| 2                                    | Keiji Tanaka       | 267,15      | 2   | 91,34 | 2   | 175,81 |
| 3                                    | Takahito Mura      | 258,41      | 3   | 85,53 | 3   | 172,88 |
| 4                                    | Kazuki Tomono      | 231,21      | 5   | 78,16 | 5   | 153,05 |
| 5                                    | Daisuke Murakami   | 230,95      | 4   | 80,99 | 7   | 149,96 |
| 6                                    | Mitsuki Sumoto     | 225,76      | 7   | 72,93 | 6   | 152,83 |
| 7                                    | Ryūju Hino         | 223,61      | 10  | 68,22 | 4   | 155,39 |
| 8                                    | Hiroaki Satō       | 214,85      | 6   | 77,98 | 9   | 136,87 |
| 9                                    | Sōta Yamamoto      | 208,27      | 8   | 72,88 | 10  | 135,39 |
| 10                                   | Jun Suzuki         | 207,39      | 12  | 66,83 | 8   | 140,56 |
| 11                                   | Sena Miyake        | 199,95      | 9   | 68,77 | 15  | 131,18 |
| 12                                   | Sei Kawahara       | 199,37      | 11  | 67,74 | 14  | 131,63 |
| 13                                   | Tatsuya Tsuboi     | 198,71      | 14  | 63,35 | 11  | 135,36 |
| 14                                   | Shu Nakamura       | 198,16      | 13  | 65,75 | 13  | 134,41 |
| 15                                   | Taichi Honda       | 192,87      | 18  | 59,75 | 12  | 133,12 |
| 16                                   | Shun Satō          | 185,52      | 20  | 57,77 | 16  | 127,75 |
| 17                                   | Kazuki Kushida     | 181,29      | 17  | 60,06 | 17  | 121,23 |
| 18                                   | Koshin Yamada      | 177,40      | 16  | 61,01 | 19  | 116,39 |
| 19                                   | Yuto Kishina       | 174,13      | 23  | 56,16 | 18  | 117,97 |
| 20                                   | Kento Kajita       | 172,57      | 19  | 58,65 | 20  | 113,92 |
| 21                                   | Tsunehito Karakawa | 169,86      | 21  | 56,64 | 21  | 113,22 |
| 22                                   | Yoji Nakano        | 159,34      | 22  | 56,56 | 22  | 102,78 |
| 23                                   | Ryo Sagami         | 154,16      | 15  | 63,05 | 24  | 99,90  |
| 24                                   | Junya Watanabe     | 153,91      | 24  | 54,01 | 23  | 91,11  |
| Nie awansowali do programu dowolnego |                    |             |     |       |     |        |
| 25                                   | Kousuke Nakano     | NQ          | 25  | 53,62 | NQ  | NQ     |
| 26                                   | Hidetsugu Kamata   | NQ          | 26  | 52,66 | NQ  | NQ     |
| 27                                   | Junsuke Tokikuni   | NQ          | 27  | 51,71 | NQ  | NQ     |
| 28                                   | Kento Kobayashi    | NQ          | 28  | 51,18 | NQ  | NQ     |
| 29                                   | Kento Suginaka     | NQ          | 29  | 43,66 | NQ  | NQ     |
| WD                                   | Yuzuru Hanyū       | DNS         | DNS | DNS   | DNS | DNS    |

#### Solistki
| Poz.                                 | Zawodniczka     | Nota łączna | SP | SP    | FS | FS     |
| ------------------------------------ | --------------- | ----------- | -- | ----- | -- | ------ |
| 1                                    | Satoko Miyahara | 220,39      | 2  | 73,23 | 1  | 147,16 |
| 2                                    | Kaori Sakamoto  | 213,51      | 1  | 73,59 | 4  | 139,92 |
| 3                                    | Rika Kihira     | 208,03      | 5  | 66,74 | 2  | 141,29 |
| 4                                    | Wakaba Higuchi  | 206,96      | 4  | 68,93 | 5  | 138,03 |
| 5                                    | Mai Mihara      | 204,67      | 7  | 64,27 | 3  | 140,40 |
| 6                                    | Rika Hongo      | 197,62      | 3  | 70,48 | 8  | 127,14 |
| 7                                    | Marin Honda     | 193,37      | 6  | 66,65 | 9  | 126,72 |
| 8                                    | Yuhana Yokoi    | 192,99      | 9  | 62,68 | 6  | 130,31 |
| 9                                    | Yuna Shiraiwa   | 191,69      | 8  | 63,33 | 7  | 128,36 |
| 10                                   | Mako Yamashita  | 183,34      | 15 | 57,80 | 10 | 125,54 |
| 11                                   | Yura Matsuda    | 174,12      | 17 | 55,91 | 11 | 118,21 |
| 12                                   | Rin Nitaya      | 172,50      | 10 | 61,28 | 15 | 111,22 |
| 13                                   | Nana Araki      | 171,74      | 12 | 59,66 | 14 | 112,08 |
| 14                                   | Kokoro Iwamoto  | 170,64      | 16 | 56,16 | 12 | 114,48 |
| 15                                   | Mariko Kihara   | 169,61      | 18 | 55,50 | 13 | 114,11 |
| 16                                   | Hina Takeno     | 169,55      | 14 | 59,22 | 16 | 110,33 |
| 17                                   | Sui Takeuchi    | 169,02      | 11 | 60,93 | 17 | 108,09 |
| 18                                   | Miaki Morisita  | 165,25      | 13 | 59,43 | 20 | 105,82 |
| 19                                   | Rinka Watanabe  | 161,91      | 19 | 55,46 | 18 | 106,45 |
| 20                                   | Hinano Isobe    | 158,18      | 21 | 52,36 | 21 | 105,82 |
| 21                                   | Tomoe Kawabata  | 158,16      | 22 | 52,13 | 19 | 106,03 |
| 22                                   | Yuka Nagai      | 152,26      | 20 | 55,25 | 24 | 97,01  |
| 23                                   | Riona Katō      | 151,06      | 24 | 49,53 | 22 | 101,53 |
| 24                                   | Ibuki Satoh     | 148,56      | 23 | 50,84 | 23 | 97,72  |
| Nie awansowały do programu dowolnego |                 |             |    |       |    |        |
| 25                                   | Rika Oya        | NQ          | 25 | 48,49 | NQ | NQ     |
| 26                                   | Ayaka Hosoda    | NQ          | 26 | 47,15 | NQ | NQ     |
| 27                                   | Chinatsu Mori   | NQ          | 27 | 46,37 | NQ | NQ     |
| 28                                   | Miyu Nakashio   | NQ          | 28 | 44,60 | NQ | NQ     |
| 29                                   | Mone Kawanishi  | NQ          | 29 | 42,75 | NQ | NQ     |
| 30                                   | Honoka Hirotani | NQ          | 30 | 38,17 | NQ | NQ     |

#### Pary sportowe
| Poz. | Zawodnicy                      | Nota łączna | SP | SP    | FS | FS     |
| ---- | ------------------------------ | ----------- | -- | ----- | -- | ------ |
| 1    | Miu Suzaki / Ryuichi Kihara    | 160,71      | 1  | 54,53 | 1  | 106,18 |
| 2    | Narumi Takahashi / Ryo Shibata | 143,93      | 3  | 49,29 | 2  | 94,64  |
| 3    | Riku Miura / Shoya Ichihashi   | 140,76      | 2  | 51,54 | 3  | 89,22  |

#### Pary taneczne
| Poz. | Zawodnicy                           | Nota łączna | SD | SD    | FD | FD     |
| ---- | ----------------------------------- | ----------- | -- | ----- | -- | ------ |
| 1    | Kana Muramoto / Chris Reed          | 166,45      | 1  | 65,71 | 1  | 100,74 |
| 2    | Misato Komatsubara / Timothy Koleto | 149,47      | 2  | 56,65 | 2  | 92,82  |
| 3    | Rikako Fukase / Aru Tateno          | 130,27      | 3  | 47,43 | 3  | 82,84  |
| 4    | Yuka Orihara / Kanata Mori          | 113,89      | 4  | 45,54 | 4  | 68,35  |
| 5    | Mio Iida / Kenta Ishibashi          | 86,32       | 5  | 34,25 | 5  | 52,07  |

### Kategoria juniorów

#### Soliści
| Poz.                                 | Zawodnik             | Nota łączna | SP | SP    | FS | FS     |
| ------------------------------------ | -------------------- | ----------- | -- | ----- | -- | ------ |
| 1                                    | Mitsuki Sumoto       | 198,19      | 1  | 67,34 | 1  | 130,85 |
| 2                                    | Sena Miyake          | 189,17      | 2  | 66,09 | 5  | 123,08 |
| 3                                    | Tatsuya Tsuboi       | 189,15      | 5  | 63,53 | 2  | 125,62 |
| 4                                    | Kazuki Kushida       | 189,00      | 4  | 63,98 | 3  | 125,02 |
| 5                                    | Yuto Kishina         | 184,94      | 6  | 61,35 | 4  | 123,59 |
| 6                                    | Shun Satō            | 180,20      | 11 | 59,64 | 6  | 120,56 |
| 7                                    | Kazuki Hasegawa      | 175,48      | 3  | 64,18 | 10 | 111,30 |
| 8                                    | Taichiro Yamakuma    | 173,67      | 7  | 61,18 | 8  | 112,49 |
| 9                                    | Shingo Nishayama     | 172,97      | 8  | 60,07 | 7  | 112,90 |
| 10                                   | Takeru Kataise       | 170,87      | 12 | 58,68 | 9  | 112,19 |
| 11                                   | Ichigo Santo         | 170,61      | 9  | 59,99 | 11 | 110,62 |
| 12                                   | Yuma Kagiyama        | 162,40      | 14 | 55,25 | 13 | 107,15 |
| 13                                   | Kao Miura            | 162,40      | 10 | 59,98 | 14 | 102,42 |
| 14                                   | Haruya Sasaki        | 155,25      | 19 | 45,87 | 12 | 109,38 |
| 15                                   | Keisuke Kadowaki     | 154,08      | 13 | 55,53 | 15 | 98,55  |
| 16                                   | Lucas Tsuyoshi Honda | 146,23      | 15 | 53,51 | 17 | 92,72  |
| 17                                   | Kenta Kuninaka       | 142,88      | 20 | 45,22 | 16 | 97,66  |
| 18                                   | Yuga Furusho         | 140,15      | 17 | 49,33 | 18 | 90,82  |
| 19                                   | Minato Shiga         | 134,32      | 18 | 48,28 | 21 | 86,04  |
| 20                                   | Nozumo Yoshioka      | 131,52      | 23 | 41,82 | 19 | 89,70  |
| 21                                   | Haru Kakiuchi        | 130,24      | 22 | 41,86 | 20 | 88,38  |
| 22                                   | Kosho Oshima         | 129,71      | 21 | 44,99 | 22 | 84,72  |
| 23                                   | Yuki Kunikata        | 128,09      | 16 | 50,39 | 23 | 77,70  |
| 24                                   | Kinari Sugahara      | 115,05      | 24 | 41,09 | 24 | 73,96  |
| Nie awansowali do programu dowolnego |                      |             |    |       |    |        |
| 25                                   | Ryoto Midorikawa     | NQ          | 25 | 38,88 | NQ | NQ     |
| 26                                   | Shunsuke Nakamura    | NQ          | 26 | 38,86 | NQ | NQ     |
| 27                                   | Kimichika Wada       | NQ          | 27 | 38,68 | NQ | NQ     |
| 28                                   | Seiya Tsuboi         | NQ          | 28 | 33,51 | NQ | NQ     |

#### Solistki
| Poz.                                 | Zawodnik        | Nota łączna | SP | SP    | FS | FS     |
| ------------------------------------ | --------------- | ----------- | -- | ----- | -- | ------ |
| 1                                    | Rika Kihira     | 193,46      | 6  | 57,89 | 1  | 135,57 |
| 2                                    | Mako Yamashita  | 190,03      | 1  | 65,13 | 2  | 124,90 |
| 3                                    | Nana Araki      | 177,07      | 2  | 61,51 | 4  | 115,56 |
| 4                                    | Yuhana Yokoi    | 172,97      | 7  | 56,89 | 3  | 116,08 |
| 5                                    | Rinka Watanabe  | 168,62      | 4  | 59,45 | 5  | 109,17 |
| 6                                    | Tomoe Kawabata  | 167,52      | 3  | 61,49 | 6  | 106,03 |
| 7                                    | Riko Takino     | 164,78      | 5  | 58,87 | 7  | 105,91 |
| 8                                    | Hanna Yoshida   | 158,04      | 12 | 54,89 | 10 | 103,15 |
| 9                                    | Saya Suzuki     | 157,29      | 11 | 54,95 | 11 | 102,34 |
| 10                                   | Wakana Naganawa | 155,47      | 8  | 56,87 | 12 | 98,60  |
| 11                                   | Moa Iwano       | 153,52      | 9  | 56,62 | 13 | 96,90  |
| 12                                   | Akari Matsubara | 153,51      | 20 | 50,28 | 9  | 103,23 |
| 13                                   | Lina Yoshida    | 151,91      | 24 | 48,81 | 8  | 104,10 |
| 14                                   | Kinayu Yokoi    | 150,38      | 14 | 53,83 | 14 | 96,55  |
| 15                                   | Shiika Yoshioka | 148,00      | 13 | 54,43 | 17 | 93,57  |
| 16                                   | Akari Matsuoka  | 147,32      | 16 | 51,36 | 15 | 95,96  |
| 17                                   | Yuna Aoki       | 146,20      | 17 | 51,27 | 16 | 94,93  |
| 18                                   | Maria Egawa     | 143,26      | 21 | 50,21 | 18 | 93,05  |
| 19                                   | Serina Okada    | 143,30      | 19 | 50,43 | 19 | 92,77  |
| 20                                   | Miyu Honda      | 140,39      | 15 | 52,57 | 21 | 87,82  |
| 21                                   | Nonoka Ise      | 137,72      | 22 | 49,15 | 20 | 88,57  |
| 22                                   | Rino Kasakake   | 137,31      | 10 | 55,61 | 22 | 81,70  |
| 23                                   | Natsu Suzuki    | 128,62      | 18 | 51,19 | 23 | 77,43  |
| 24                                   | Yuka Chon       | 121,51      | 23 | 48,99 | 24 | 72,52  |
| Nie awansowały do programu dowolnego |                 |             |    |       |    |        |
| 25                                   | Rei Yoshimoto   | NQ          | 25 | 48,45 | NQ | NQ     |
| 26                                   | Arisa Nakamoto  | NQ          | 26 | 48,07 | NQ | NQ     |
| 27                                   | Rika Tejima     | NQ          | 27 | 47,05 | NQ | NQ     |
| 28                                   | Saki Miyake     | NQ          | 28 | 45,57 | NQ | NQ     |
| 29                                   | Midori Yokoyama | NQ          | 29 | 45,03 | NQ | NQ     |
| 30                                   | Yukino Fuji     | NQ          | 30 | 41,21 | NQ | NQ     |

#### Pary sportowe
| Poz. | Zawodnicy                            | Nota łączna | SP | SP    | FS | FS    |
| ---- | ------------------------------------ | ----------- | -- | ----- | -- | ----- |
| 1    | Riku Miura / Shoya Ichihashi         | 124,72      | 1  | 48,47 | 1  | 76,25 |
| 2    | Marino Ono / Kurtis Kazuki Schreiber | 112,90      | 2  | 42,27 | 2  | 70,63 |

#### Pary taneczne
| Poz. | Zawodnicy                       | Nota łączna | SD  | SD    | FD  | FD    |
| ---- | ------------------------------- | ----------- | --- | ----- | --- | ----- |
| 1    | Haruno Yajima / Daiki Shimazaki | 110,77      | 1   | 47,03 | 1   | 63,74 |
| 2    | Kiria Hirayama / Kenta Higashi  | 94,90       | 3   | 38,50 | 2   | 56,40 |
| 3    | Ayumi Takanami / Yosimitu Ikeda | 94,66       | 2   | 39,33 | 3   | 55,33 |
| 4    | Mai Kashino / Yuhi Kashino      | 82,82       | 4   | 35,32 | 4   | 47,50 |
| 5    | Mirei Oda / Ryouto Yamauchi     | 61,62       | 5   | 26,88 | 5   | 34,74 |
| WD   | Risako Nonaka / Yudai Suzuki    | DNS         | DNS | DNS   | DNS | DNS   |